# Джавадов, Зафар Ризоевич
Зафар Ризоевич Джавадов (тадж. Ҷаводов Зафар Ризоевич; род. 26 октября 1945 года, Таджикская ССР) — таджикский актёр театра и кино, режиссёр-постановщик театральных спектаклей, Заслуженный деятель искусств Таджикистана (1991). Член Союза кинематографистов СССР (1979).

## Биография
Зафар Джавадов родился 26 октября 1945 года. Окончил таджикскую студию (художественные руководители — заслуженные деятели искусств Таджикистана, профессора Б. В. Бибиков и О. И. Пыжова) Государственного института те атрального искусства им. А. В. Луначарского (Москва, 1971); Всесоюзный институт повышения квалификации работников культуры (1982).
Прошел стажировку у главного режиссёра Московского драматического театра им. М. Ермоловой народного артиста СССР В. Андреева. В 1971—1980 гг. — актер и режиссёр-постановщик Таджикского Молодежного театра им. М. Вахидова, в 1982—1984 гг. — режиссёр-постановщик Курган-Тюбинского областного театра музыкальной комедии, с 1984 года — главный режиссёр Государственного театра кукол. На сцене Молодежного театра им. М. Вахидова сыграл роли Корнеля («Мать» Чапека), Бенедикта («Много шума из ничего» Шекспира) и другие; осуществил постановку спектаклей: «Женитьба и замужество» И. Поповича (1978), «Шалун-шалунишка» И. Гоголева (1978), «Пламя любви» А. Сидки, А. Гафурова (1980) и др. Режиссёр-постановщик спекта клей в Курган-Тюбинском областном театре музыкальной комедии: «Особое поручение» С. Саидмурадова (1982), «Чинарский манифест» А. Чхеидзе (1983), «Голый король» Е. Шварца (1984) и др. В 1982 году на малой сцене театра им. М. Ермоловой (Москва) поставил спектакль «Лестничная клетка» А. Петрушевской. С таджикским кинематографом сотрудничает с 1972 года.

## Фильмография
Исполнил роли в художественных фильмах: «Звезда в ночи» (1972), «Горная станция» (телевизионный, 1973), «Ткачихи» («Подруги», тел. , 1973), «Одной жизни мало» («Поэма о хлопке», 1974), «Восход над Гангом» (2 серии, 1975), «Краткие встречи на долгой войне» (1975), «Семь похищенных женихов» (1976), «Первая любовь Насретдина» (1977), «Апрельские сны» (2 серии, тел. , 1980), «Заложник» (1983), «Подарок» (тел. , 1984). Исполнитель роли в художественном фильме «Имам аль-Бухори» (киностудия «Синамо» (Таджикистан) — кинокомпания «Инсон» (Узбекистан), 1995). Сыграл роли в художественных фильмах: «Ты иногда вспоминай» («Мосфильм», 1976), «Пропал мальчик» («Таджиктелефильм», 1979), «Иуда» (Учебная студия ВГИКа, 1979).